# KLMシティホッパー

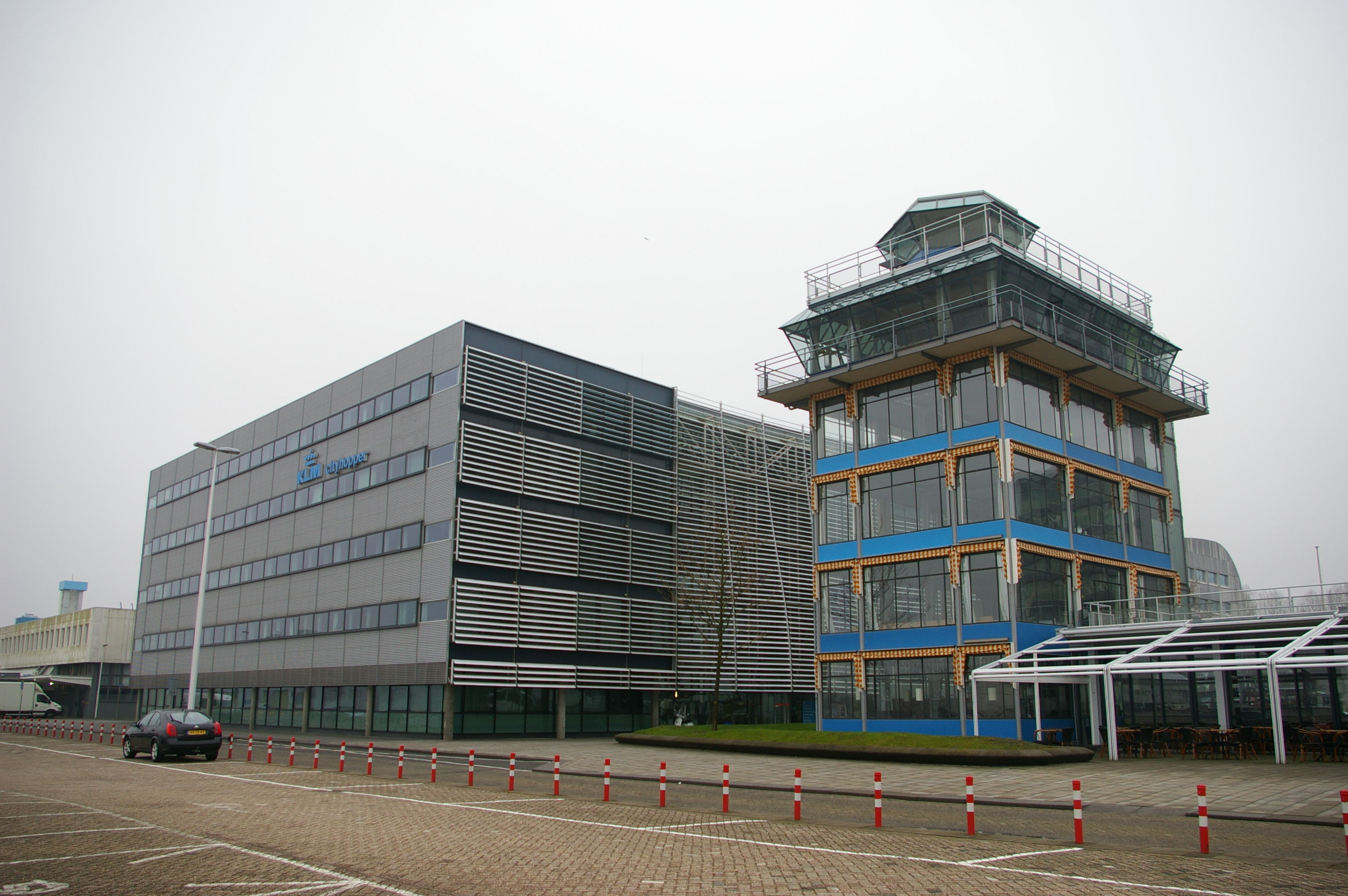
KLMシティホッパーの本部

KLMシティホッパー（ケイエルエムシティホッパー、KLM Cityhopper）は、オランダの航空会社。KLMオランダ航空の子会社で、アムステルダムのアムステルダム・スキポール空港をハブにヨーロッパ域内の国際線を運航している。就航都市は44都市とヨーロッパ中に拡がっているが、ほとんどはアムステルダム発着便である。

## 歴史
KLMシティホッパーは、1991年4月にNLMシティホッパーとNetherLinesが合併し設立され同年には運航を開始。2002年にはKLMグループの財政再建計画の一部として、KLM UKを含むヨーロッパ圏内の地域路線を持つKLMグループの航空会社がKLMシティホッパーの名前の下にさらに合併した。現在はKLMの完全子会社であり、900人余りの従業員を抱える。また機材は、E190を使用する。

## 就航都市

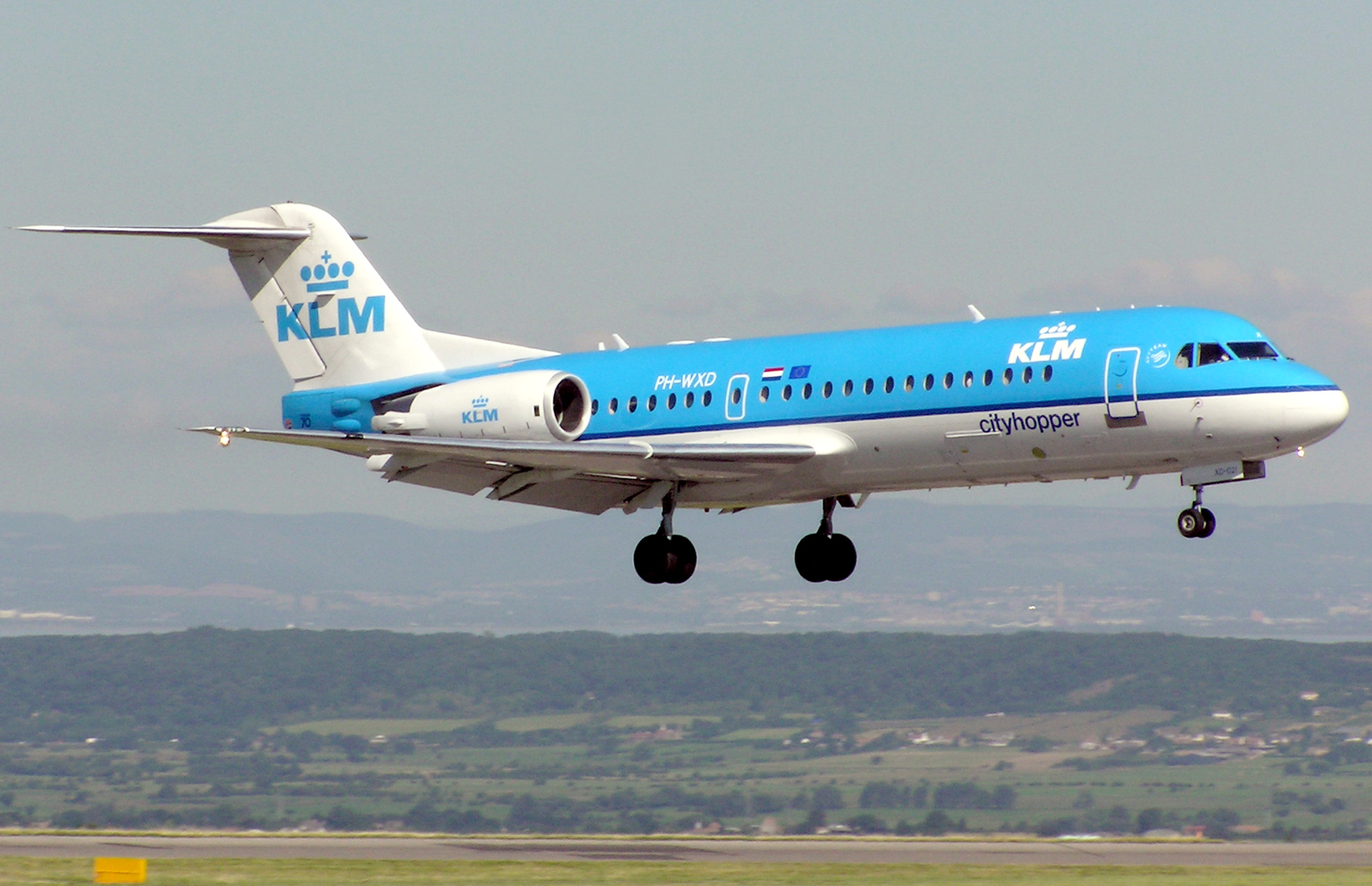
英ブリストル国際空港に着陸するフォッカー70型機

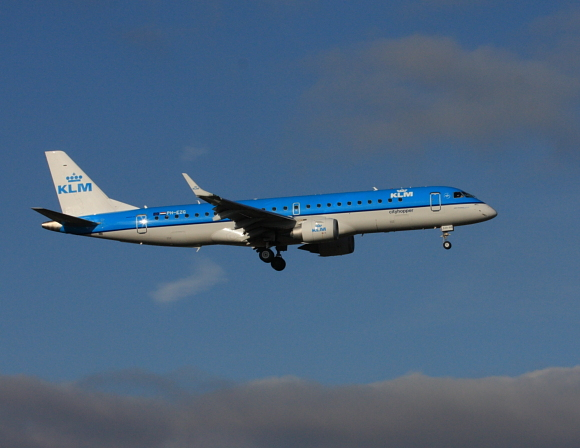
ヒースロー空港に着陸するERJ190

一部についてはシティホッパーとKLMとで、曜日や季節によって運航が振り分けられている路線がある。
- オランダ
  - アムステルダム
  - ロッテルダム
  - マーストリヒト
- フランス
  - マルセイユ
  - リヨン
  - トゥールーズ
  - ボルドー
- ドイツ
  - フランクフルト
  - ハンブルク
  - ブレーメン
  - ケルン/ボン
  - デュッセルドルフ
  - ハノーファー
  - ニュルンベルク
  - シュトゥットガルト
  - アルテンブルク
- イタリア
  - ボローニャ
- オーストリア
  - ウィーン
- ベルギー
  - ブリュッセル
- ルクセンブルク
  - ルクセンブルク
- デンマーク
  - ビルン
- スウェーデン
  - リンシェーピング
- ノルウェー
  - オスロ
  - ベルゲン
  - トロンハイム
  - クリスチャンサン
  - サンデフィヨルド
- チェコ
  - プラハ
- エストニア
  - タリン
- ラトビア
  - リガ
- イギリス
  -  イングランド
    - ロンドン(ヒースロー/シティ)
    - バーミンガム
    - マンチェスター
    - ニューカッスル
    - ダラム
    - ブリストル
    - ノリッジ
    - ハンバーサイド
    - リーズ

  -  スコットランド
    - エディンバラ
    - グラスゴー

  -  ウェールズ
    - カーディフ

## 保有機材
- エンブラエル　190 17機　（一部はストバートエアによるウェットリース）
- フォッカー 50 16機
- フォッカー 70 21機
- フォッカー 100 15機

## 事故
- KLMシティホッパー433便墜落事故

## 備考
オランダのウィレム=アレクサンダー国王は王太子時代から副業として約20年間、パートタイムで同社のフォッカー70の副操縦士を務めており、機内アナウンスも行っていた。2017年にはフォッカー機の代替機であるボーイング737の訓練も受けている。

## 参照
1. ↑  オランダ国王、ＫＬＭ旅客機操縦の「副業」明かす（CNN日本語版 2017年5月18日　同日閲覧）